# Apostichopus parvimensis
Apostichopus parvimensis е вид морска краставица от семейство Stichopodidae. Видът е световно застрашен, със статут Уязвим.

## Разпространение и местообитание
Разпространен е в Мексико и САЩ.
Среща се на дълбочина около 1,1 m, при температура на водата около 18 °C и соленост 33,6 ‰.

## Описание
Популацията на вида е стабилна.